# Șkrobotivka, Șumsk
Șkrobotivka (în ucraineană Шкроботівка) este o comună în raionul Șumsk, regiunea Ternopil, Ucraina, formată numai din satul de reședință.

## Demografie
Componența lingvistică a comunei Șkrobotivka
     Ucraineană (99,13%)
     Alte limbi (0,87%)
Conform recensământului din 2001, majoritatea populației comunei Șkrobotivka era vorbitoare de ucraineană (99,13%), existând în minoritate și vorbitori de alte limbi.